# キリスト教文学一覧
キリスト教文学一覧（キリストきょうぶんがくいちらん）では、キリスト教をテーマの中心に据えている文学作品を挙げる。

## 西洋
- 神曲（ダンテ・アリギエーリ、14世紀）
- アーサー王物語（15世紀?）
- 天路歴程（ジョン・バニヤン、17世紀）
- 失楽園（ジョン・ミルトン、17世紀）
- カラマーゾフの兄弟（フョードル・ドストエフスキー）
- 罪と罰（フョードル・ドストエフスキー、1866年）
- 復活（レフ・トルストイ、1899年）
- 狭き門、田園交響楽、一粒の麦もし死なずば （アンドレ・ジッド）
- イエスの生涯（フランソワ・モーリアック）
- レ・ミゼラブル（ヴィクトル・ユゴー）

## 東洋
- 『西方の人』『奉教人の死』『きりしとほろ上人伝』などの切支丹物（芥川龍之介）
- 『沈黙』『イエスの生涯』『キリストの誕生』『深い河』（遠藤周作）
- 『塩狩峠』をはじめとする三浦綾子作品のほとんど。
- 『新生代の6番目の尾骨』- 生命詩学の記念碑的な作品. 河承武